# Green Park (Metropolitano de Londres)
Green Park é uma estação do Metrô de Londres localizada no limite do Green Park, com entradas em ambos os lados da Piccadilly. É servida pelas linhas Jubilee, Piccadilly e Victoria. Na linha Jubilee, fica entre Bond Street e Westminster; na linha Piccadilly está entre Piccadilly Circus e Hyde Park Corner e na linha Victoria está entre Victoria e Oxford Circus. Está na Zona tarifária 1 do Travelcard. Até 1924, a estação foi chamada Dover Street.

## História

### Piccadilly line
Durante os últimos anos do século XIX e os primeiros anos do século XX, vários esquemas concorrentes para ferrovias subterrâneas através do centro de Londres foram propostos. Uma série de os esquemas submetidos ao parlamento para aprovação como projeto de lei privado incluíam propostas para linhas sob a Piccadilly com estações na área da atual estação Green Park.

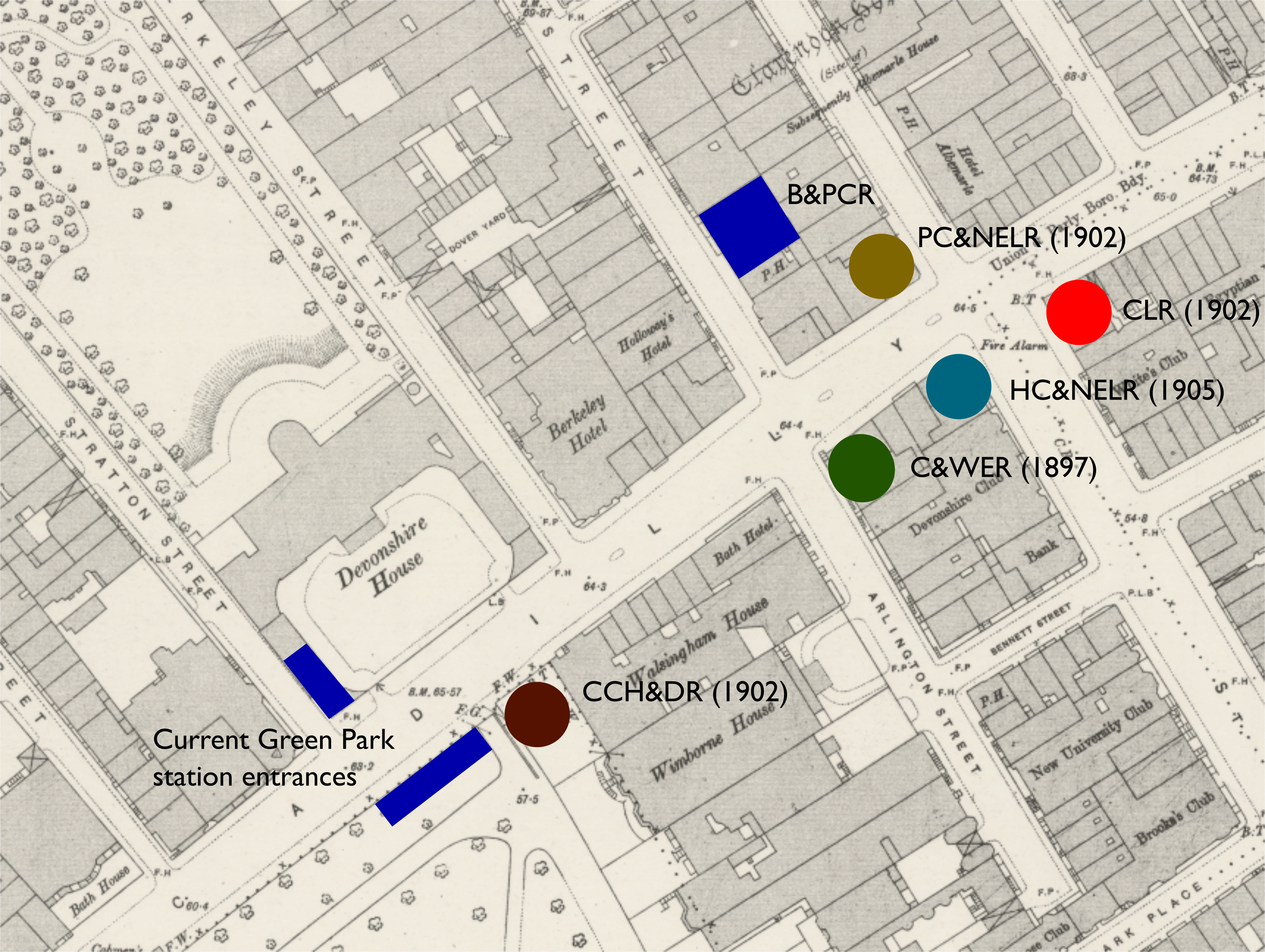
Localização da entrada original da estação Dover Street, localizações aproximadas das estações propostas por empresas rivais e entradas atuais da estação Green Park

As duas primeiras propostas foram apresentadas ao parlamento em 1897. A Brompton and Piccadilly Circus Railway (B&PCR) propôs uma linha entre South Kensington e Piccadilly Circus e a City and West End Railway (C&WER) propôs uma linha entre Hammersmith e Cannon Street. O B&PCR propôs uma estação no lado norte em Dover Street e o C&WER propôs uma estação no lado sul em Arlington Street. Seguindo a revisão de parlamento, o projeto de lei C&WER foi rejeitado e o projeto de lei B&PCR foi aprovado e recebido consentimento real em agosto de 1897.
Em 1902, a Charing Cross, Hammersmith and District Railway (CCH&DR) propôs uma linha entre Charing Cross e Barnes com uma linha paralela entre Hyde Park Corner e Charing Cross. Uma estação foi planejada em Walsingham House no canto nordeste de Green Park. Este esquema foi rejeitado pelo parlamento.
No mesmo ano, a Central London Railway (CLR, agora a seção central da Central line) apresentou um projeto de lei que visava transformar sua linha entre Shepherd's Bush e Bank em um loop construindo uma segunda linha aproximadamente paralela ao sul. Isso teria percorrido a Piccadilly com uma estação na St James's Street logo a leste da Dover Street. Atrasado enquanto uma comissão real teve considerados os princípios gerais das ferrovias subterrâneas em Londres, o esquema nunca foi totalmente considerado e, embora tenha sido reapresentado em 1903, foi abandonado dois anos depois.
Um terceiro esquema para 1902 foi a Piccadilly, City and North East London Railway (PC&NELR) que propunha uma rota entre Hammersmith e Southgate. Ela planejou uma estação na Albemarle Street, logo a leste da Dover Street. Embora favorecido no parlamento e provavelmente aprovado, esse esquema falhou devido a uma queda de fora entre os patrocinadores e a venda de parte das propostas para um rival.
A GNP&BR inaugurou a estação em 15 de dezembro de 1906 como Dover Street. Assim como a maioria das outras estações GNP&BR, o prédio da estação, no lado leste da Dover Street, foi projetado por Leslie Green. Apresentava a fachada envidraçada vermelha padrão da empresa terracota com arcos semicirculares largos no nível do primeiro andar. As paredes da plataforma e passagem foram decoradas com ladrilhos creme vitrificados no arranjo padrão de Green com margens, padrões e nomes de estações em azul médio. Quando foi inaugurada, a estação a oeste era Down Street. A estação foi fornecida com quatro Otis elevadores elétricos emparelhados em dois 23
-pé (7,0 m) eixos de diâmetro e uma escada em espiral em um eixo menor. As plataformas estão 27,4 metros (90 pé) abaixo do nível de Piccadilly.

### Victoria line

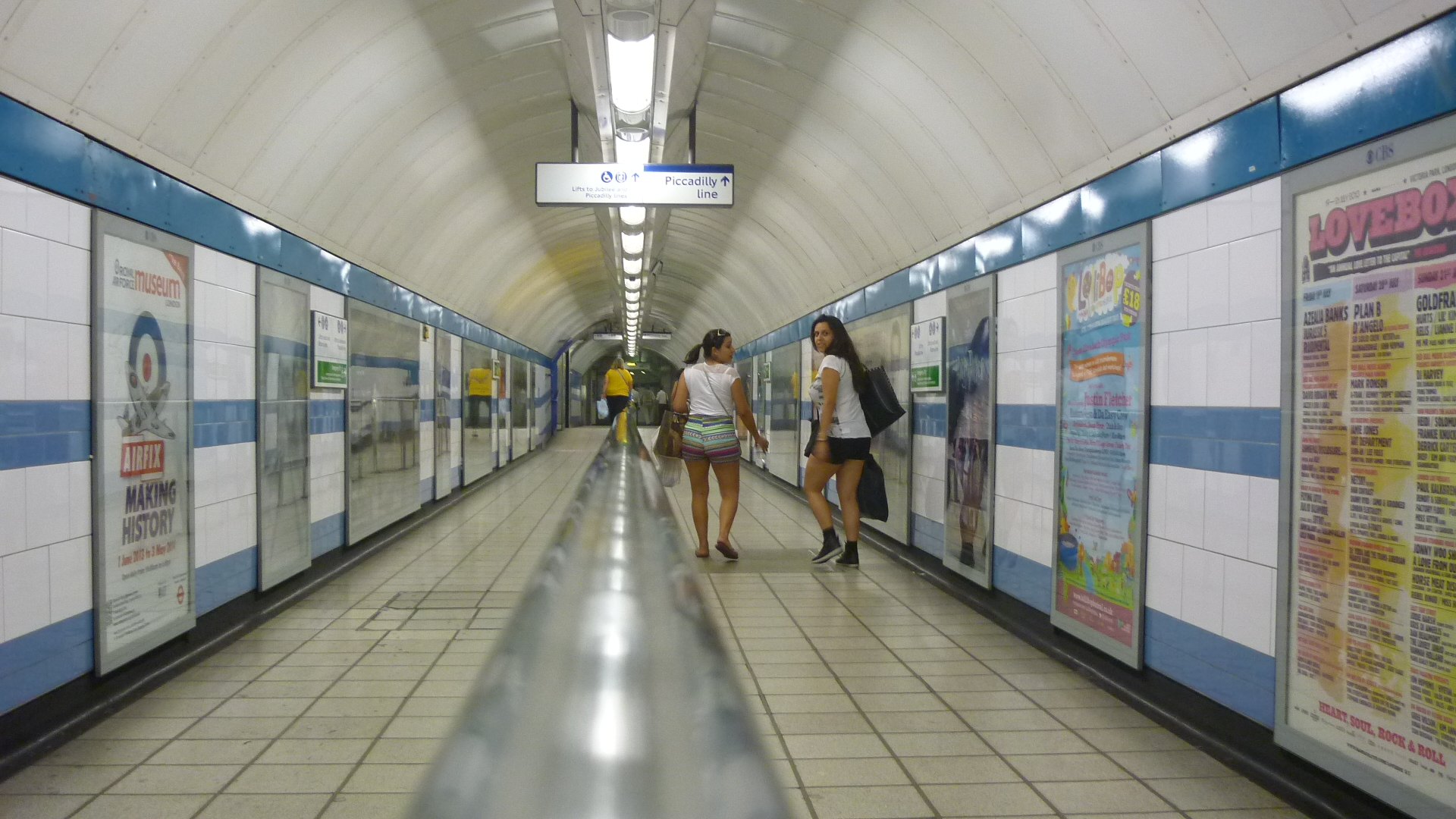
Passagem de intercâmbio entre as linhas Victoria e Piccadilly

Propostas para uma linha subterrânea ligando Victoria a Finsbury Park datam de 1937, quando planejadas pelo London Passenger Transport Board (LPTB) para serviços futuros considerados uma variedade de novas rotas e extensões de linhas existentes. O Parlamento aprovou a linha em 1955, mas a falta de fundos fez com que o trabalho não começasse até que os empréstimos do governo fossem aprovados em 1962.

### Jubilee line

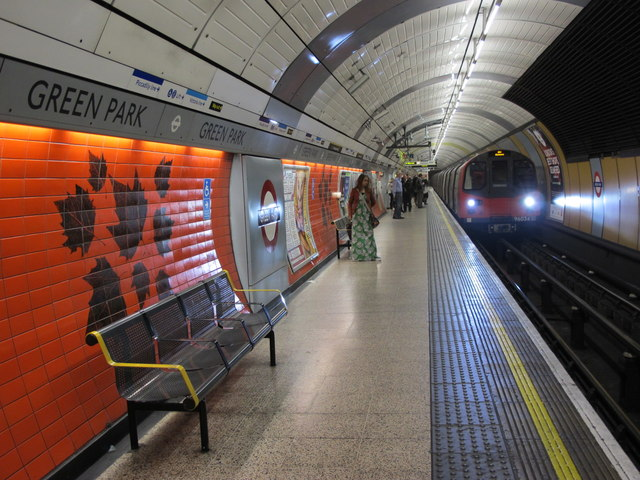
Plataforma da linha Jubilee com desenho de folhas de June Fraser

As origens da linha Jubilee são menos claramente definidas do que as da linha Victoria. Durante a Segunda Guerra Mundial e ao longo dos anos 1950 e início dos anos 1960, foram consideradas várias rotas conectando o noroeste e o sudeste de Londres através do West End e da City of London. O planejamento da linha Victoria teve maior prioridade e foi somente após o início da construção dessa linha que o planejamento detalhado começou para a nova linha, chamada pela primeira vez de linha Fleet em 1965, pois foi planejada para correr na direção leste-oeste ao longo da Fleet Street. A falta de financiamento significava que apenas a primeira etapa da linha proposta, de Baker Street a Charing Cross, recebeu consentimento real em julho de 1969; o financiamento foi acordado em agosto de 1971.

## Serviços e Conexões

### Serviços
A estação fica na Zona 1 do Travelcard, entre Bond Street e Westminster na linha Jubilee, Hyde Park Corner e Piccadilly Circus na linha Piccadilly e Victoria e Oxford Circus na linha Victoria.

### Conexões
As rotas diurnas e noturnas dos ônibus de Londres servem a estação.